# Kanton Thonon-les-Bains-Est
Kanton Thonon-les-Bains-Est (fr. Canton de Thonon-les-Bains-Est) je francouzský kanton v departementu Horní Savojsko v regionu Rhône-Alpes. Skládá se z osmi obcí.

## Obce kantonu
- Armoy
- Bellevaux
- Lullin
- Lyaud
- Marin
- Reyvroz
- Thonon-les-Bains (východní část)
- Vailly